# Pokol v Kočevskem Rogu
Pokol na Kočevskem Rogu je bil povojni množični poboj, ki so ga po koncu druge svetovne vojne na Kočevskem Rogu v okviru jugoslovanskih komunističnih zločinov storili jugoslovanski partizani. Vojake so pobili brez sojenja, večinoma slovenske domobrance in slovenske civiliste, pa tudi Hrvate, Srbe, Bosance, Črnogorce ter Italijane in Nemce. Pokol na Kočevskem Rogu, enega največjih jugoslovanskih komunističnih zločinov, so vodili Edvard Kardelj, Boris Kidrič, Ivan Maček, Mitja Ribičič in Milka Planinc, ukaz za poboj žrtev pa je izdal jugoslovanski vodja Josip Broz Tito. Desetletja po poboju so komunistične oblasti preprečevale dostop na mesta izvršitev pobojev ob številnih jamah v gozdovih Kočevskega roga. O tej temi so prvič javno razpravljali v Sloveniji leta 1989 po padcu komunizma. Leta 1993 so bile izvedene prve komemoracije. Šele v poznih devetdesetih letih prejšnjega stoletja so o tej temi razpravljali bolj odkrito, najprej v Sloveniji. Prva raziskava je bila izvedena šele leta 2005, od takrat, ko so jo izvajali občasno, število žrtev pa še vedno ni znano. Do danes je bilo iz jam izkopanih nekaj manj kot 2.000 smrtnih žrtev. 
Potem ko je Simo Dubajić, ki je poveljeval storilcem pobojev, v svoji avtobiografski knjigi "Življenje, greh in kesanje" iz leta 2006 in v intervjujih za medije, priznal, da mu je bilo leta 1945 ukazano pobiti 10.000 ljudi, po katerem so on in njegovi možje res zagrešili množične poboje zapornikov, kasneje rekel, da je bilo na koncu ubitih 3.000 ljudi in da so bili vsi Hrvati. Pravi pa, da je bil v dneh pobojev nenehno vinjen, neposredni storilci, ki jim je poveljeval, pa so bili pijani, da bi prenesli grozoto množičnih pobojev, ki so jih izvedli, zato se podrobnosti ne spomni natančno. Po besedah Ivana Gugića, ki je kot vojak 26. dalmatinske divizije sodeloval pri zlaganju blaga pobitih, so bile žrtve pred usmrtitvijo slečene, blago in njihove stvari pa nato po železnici odpeljali. Po količini oblačil in neposrednih storilcev, s katerimi je govoril, se ocenjuje, da je bilo v osmih dneh konec maja in v začetku junija 1945 število žrtev ubitih več kot 10.000 ljudi. 
Nekaj mesecev pred smrtjo Sime Dubajića leta 2009 je bil zoper njega uveden kazenski postopek. Do danes ni bila sprožena nobena preiskava zoper koga drugega, čeprav je Simo Dubajić javno navedel imena nekaterih sostorilcev, drugi očividci pa so imenovali udeležence umora. 
Slovenske raziskave kažejo, da so bile nad nekaterimi jamami izvedene tudi množične usmrtitve slovenskih domobrancev.

## Izbira lokacije
Kraj poboja usmrtitev je bil izbran z naslednjim razlogom: je velik - približno 500 kvadratnih kilometrov, težko dostopen, gozdnat, nenaseljen, skrit in veliko je kraških jam, v katere bi lahko vrgli veliko trupel. Jugoslovanski komunistični gverilci so območje dobro poznali, slovensko partijsko in partizansko vodstvo na čelu z Edvardom Kardeljem se je tu večinoma leta 1943 in 1944 skrivalo v Bazi 20 skupaj z manjšo partizansko enoto in vojno bolnišnico. 
Po navedbah slovenskih znanstvenikov je bila večina takratnih slovenskih in hrvaških žrtev na tem območju vrženih v jami Konfin in Kren. Najbolj znane jame s tega območja, ki naj bi služile kot povojna mesta izvršitev pobojev, so Dobliške livade, Rugarski klanci, Dvojno brezno, Cink pri Križu in Ušiva jama.

## Pokol
Konec maja 1945 je jugoslovanska vojska izpraznila zaporniška taborišča ter ujetnike, zavezane z vrvmi in žicami, po navodilih Josipa Broza Tita, z vlakom pripeljala v Kočevje, od tam naprej pa s tovornjaki do jam v bližnjih gozdovih na Kočevskem rogu. Ko so prispeli, so jugoslovanski partizani izkrcali ujetnike, jih slekli in žrtve razdelili v več skupin. Prvo skupino žrtev so obesili na lesene križe, viseče z glavami navzdol ter jim pri tem z noži počasi odirali kožo od gležnjev navzdol. Ko so to storili, so njihovo kožo pribili na drevesa, da se je sušila, žrtve pa so na križih pustili umreti v neznosnih bolečinah. Drugo skupino žrtev so partizani pobili z streljanjem v glavo in hrbet.Tretjo skupino žrtev so pobili s še eno kruto metodo, ki jo je izvajala Milka Planinc, zabijanje zidarskih žebljev živim ljudem skozi lobanjo v možgane, ki jo je Planinc imenovala "zabiti možgani". Žrtve so pri tem umrle pravtako v neznosnih bolečinah.Na ukaz Milke Planinc so partizani skupini žensk skozi spolni organ senčnice zabijali bodeče žice, nosečnicam pa so z noži prerezali trebuh in jim potrgali ven še nerojene otroke, te so pa nato zverinsko umorili. Več ženskam so odrezali tudi prsi ter jih nato zabodli do smrti. Četrto skupino žrtev so pobili še z eno kruto metodo, ki jo je izvedla Milka Planinc in jo je imenovala "hrvaško slano srce". Po štirih močnih udarcih s sekiro v srčni predel prsnega koša v obliki štirikotnika, so žrtvam iztrgali srce iz telesa ter ga skupaj z izvlečenimi žilami vlekli po tleh. Ko je bila večina žrtev ubitih, so partizani trupla umrlih zmetali v globoke jaške jam v gozdu, komunisti pa so nato luknje jam prekrili z drevjem ter s tem preprečili prihod na to območje, razprava o grozovitvem pokolu pa je bila prepovedana. Ker so v jame zmetali tudi veliko še živih ljudi (nekateri so trpeli od mučenja), so se nekatere žrtve ure po pokolu uspele rešite iz jam s pomočjo vej dreves ter s tem uspele splezati ven iz jam in pobegniti. Drugi, ki se niso mogli rešiti, so v jamah zaradi izgube kisika, lakote in dehidracije umrli.
Žrtve pokola so bili slovenski domobranci, slovenski, hrvaški, srbski in črnogorski civilisti ter nemški in italijanski vojni ujetniki, pokol pa so izvedli Titovi partizani. Partizani so še nekaj dni po pokolu stražili prizorišče.

## Pričevanja
Viri v srbščini so prvi govorili o pokolu po radiu. To je bil program britanske radijske postaje BBC v srbskem jeziku. Leta 1976 je avtor knjige Jugoslovanska vojna pomlad (Bolivoj Karapandžić) v pogovoru za radijsko oddajo Borivoj Karapandžić povedal imena poveljnikov in storilcev. Nov pregled je bil spet na BBC. Leta 1977 so se z Milovanom Đilasom pogovarjali o njegovi knjigi Vreme ratno, ki v Jugoslaviji ni izšla. Djilas je nato nejevoljno priznal, da je bil eden od poveljnikov tega poboja, ker je bil član najvišjega partijskega organa, politbiroja KPJ. Kasneje se je kesal in zločin označil za nesmiselno maščevanje navadnim, nedolžnim kmetom, ki so bežali pred komunističnim nasiljem. Prav tako ni okleval, da bi javno povedal imena storilcev pokola in dolžnosti, ki so jih kasneje opravljali.
BBC se pri tem ni ustavil. V oddaji leta 1983 so pregledali članek grofa Nikolaja Tolstoja, britanskega zgodovinarja, ki je nastopil v reviji Encounter. Tam je navedel imena glavnih storilcev v tem poboju, med njimi je javno poimenoval nekega visokega jugoslovanskega partijskega in državnega uradnika. O tem je Tolstoj podrobneje govoril leta 1990 na Radiu Zagreb v oddaji, ki je trajala uro in pol, pri čemer je objavil podatke, ki mu jih je Simo Dubajić povedal dva dni prej. Nato je Dubajić s svojim mladostnim komunističnim fanatizmom razložil svojo moč za večdnevno izčrpavajoče pobijanje ljudi. Dubajić je kasneje o tem razpravljal ustno in pisno, ponekod so bile njegove informacije nedosledne, z izbruhi primitivizma, a so kljub temu osvetlile okoliščine tega poboja, vključno z dvomi o ukazni verigi. 
Dragocen in podroben opis dogodkov je zbral Zoran Božić leta 1992 iz pričevanja udeleženca masakra leta 1992. Storilec pokola je pričal o svojih duševnih bolečinah po grozljivem zločinu, v katerem je sodeloval, pri katerem so po njegovih besedah žrtvam preden so jih vrgli v jamo, zlomili zlate zobe. Ta storilec je pričal, da so prostovoljci dva dni preden so jih poslali na množično usmrtitev v Kočevski Rog, dva dni vadili z ubijanjem manjših skupin zapornikov. 
Leta 2002 je časnik hrvaškega informacijskega centra Dom in svijet objavil pričevanje partizana Ivana Gugića iz leta 1953, v katerem je pričal o oblikovanju enote s približno 70 prostovoljci iz XI. dalmatinske brigade, ki so bile konec maja 1945 po ukazu štaba 26. dalmatinske divizije poslane na nalogo poboiti ujetnike; Gugić je bil član čete, ki je varovala širše območje, kjer je ta posebna enota "najzanesljivejših komunistov" ubijala zapornike. Gugić je v precej natančni izjavi pričal, da glede na količino oblačil, ki so bila kasneje zložena (zapornike so slekli pred usmrtitvijo), sledi, da je bilo ubitih okoli 30.000 zapornikov. Med ubitimi je bila skupina okoli 200 fantov, starih od 14 do 16 let, Gugić pa je videl tudi skupino od 10 do 15 žensk, ki so jih na mestu usmrtitve slekli do golega, preden so jih posilili in ubili. Večino žrtev so ubili s strelom v hrbet, nekatere pa so vrgli v jamo še žive. Skupaj z ustaši in domobranci so bili med ubijenimi četniki in slovenski "belogardisti" ter nekaj nemških vojakov in častnikov. Gugić je za organizatorja operacije imenoval komisarja Simo Dubajića in Ivana Bokeža ter poveljnika čete Nikolo Maršića. 
Nekdanji slovenski partizan Anton Cizel, ki je bil priča pokolu v Kočevskem Rogu, je septembra 2021 v oddaji Pričevalci povedal, da so partizani v Kočevskem Rogu ženskam rezali prsa in jih polivali z šnopcem. Nazadnje je Simo Dubajić o pokolu spregovoril o televiziji po povojnih zločinih jugoslovanskih komunistov v Sloveniji. Izjavil je, da je sam sodeloval pri množičnih usmrtitvah in navedel nekatere soizvajalce. Javno se je kesal za grozodejstva, ki jih je storil. 
Po vojni je partijski sekretar slovenske OZNE Albert Svetina ocenil, da so komunisti v Kočevskem Rogu pobili najmanj 40.000 ljudi.

## Okoliščine zločinskega dejanja
S tem pokolom je povezano dejstvo dvojne ukazne vrstice v partizanski paravojski. Vsaka izvedena enota in posamezni večji vojni podvigi so imeli dve poveljniški verigi. Nekoč mu je poveljeval vojaški poveljnik, ki je imel omejeno avtonomijo pri vodenju bojnih operacij. Drugo poveljniško skupino so vodili t.i  politični komisar. Ta komisar komunistične partije je imel zadnjo besedo pri sprejemanju vseh pomembnih vojaških odločitev in je bil v vseh pogledih nadrejen. V Kočevskem Rogu je bila to ženska oseba, kasneje ena najvidnejših voditeljic komunistične Jugoslavije. Bila je nadrejena Simu Dubajiću, oba pa sta bila častnika 11. dalmatinske brigade 26. dalmatinske divizije v Sloveniji. Dubajić v svoji knjigi trdi, da je bila to Milka Planinc, pozneje ena vodilnih voditeljic komunistične Jugoslavije; soočena s takšnimi obtožbami, jih je leta 2007 zavrnila. 
Odločitev o komisarju, ki je bil nadrejen Dubajiću, je bila po njegovih besedah sprejeta zaradi pijanosti najbližjega vodstva Komunistične partije Jugoslavije, ki ga je v Ljubljani vodil Josip Broz Tito. Dubajić in komisar sta se prostovoljno javila za nalogo. Ko sta bila ustanovljena, sta generalštab in oba načrtovala vse podrobnosti pokola do zadnje podrobnosti. Med pripadniki 11. dalmatinske brigade so izbrali prostovoljce, ki so bili pripravljeni pobiti toliko ljudi. Nato so jih odpeljali v deževni gozd na Kočevski Rog. Pri usmrtitvi je bila vključena slovenska partizanska enota neznanega namena, ki je bila podrejena tudi Dubajiću in komisarju. Domneva se, da je njihova vloga dobro poznati skrita mesta, primerna za množično pobijanje in skrivanje trupel, zato so določili vodnike za ta mesta.

## Odkritje in raziskovanja
Leta 2006 so bile izvedene prve raziskave v Konfinski jami, v katerih je bilo najdenih 88 žrtev, katere naj bi leta 1945 tja pripeljali iz zapora OZNA Ljubljana. Med njimi je bilo 60 Slovencev, 26 Hrvatov in 2 Srba. 
Od avgusta 2019 so slovenski strokovnjaki raziskovali jamo pod Macesnovo gorico na območju Kočevskega Roga, kjer so junija 1945 partizani izvajali usmrtitve, večinoma pripadnikov poraženih vojsk. Od avgusta do konca novembra 2019 je bilo na površini 800 kvadratnih metrov izkopanih 3.000 kubičnih metrov materiala, nasutega v jamo, prvo plast trupel pa so našli na globini 20 metrov. Trupla, ki so jih našli, veljajo za slovanske domobrance, ki so po vojni v strahu pred komunisti in partizani pobegnili v Avstrijo, od koder so bili iz taborišča Victring v Jugoslavijo izročeni Angležem, ki so se jim predali. Nekatere so v jamo vrgli še žive. Okoli jame je bilo najdenih 60 kg osebnih predmetov: križi in slike svetnikov, kosi vojaške opreme ipd. Skupaj s seznami in količino najdenih predmetov gre po ocenah za ostanke 1.500 zajetih slovenskih domobrancev, zaradi česar je to največje odkrito mesto izvršitve poboja vojnih ujetnikov Slovenske ljudske vojske v Kočevskem Rog. Domnevajo, da so bili storilci pobojev slovenskih domobrancev varnostne enote KNOJ (nekakšna vojaška policija jugoslovanske vojske), za katerih dejanja so skupaj z Josipom Brozom Titom odgovorni slovenski partijski in vojaški voditelji Edvard Kardelj, Boris Kidrič in povojni vodja slovenske UDBE, Ivan Matija Maček, Kardeljev svak.
Avgusta 2020 je bila na podlagi opaženih odstopanj na enem od zemljevidov izkopana še ena množična grobnica, odkrita konec maja 2020. Kraj umora je brezno 3, 14 metrov globoko. Slovenski speleologi so ga našli v bližini stare partizanske bolnišnice. Po predhodnih antropoloških analizah odkritih ostankov in predmetov je bilo okoli 250 žrtev, večinoma civilistov. Umrli so jeseni 1945, vse v enem dnevu. Žrtev je največ ena, največ 5 žensk. Vse žrtve so mlajše, večinoma čez 20 let stare. Več kot sto žrtev je bilo starih med 15 in 17 let. Žrtve so imele pri sebi skromne osebne predmete: rožne vence, svete podobe, glavnike, ogledala, žlice... in najdenih je bilo približno 400 gumbov. V jami in na njenem robu je bila najdena velika količina streliva, iz česar je mogoče sklepati, da so bili pobiti na robu jame. Žrtve so videle poboje in jamo, v katero so bila kmalu vržena. Iz analize vhodnih in izstopnih ran, vseh na lobanjah, je bilo ugotovljeno, da so bili ubiti z avtomatskim orožjem. Da bi zagotovili, da nihče ne bo preživel usmrtitev, so krvniki v jamo vrgli več ročnih granat, tam pa so našli gelere najmanj šestih ročnih granat in več neeksplodiranih orožij. Umorjene v jami so zaporniki verjetno prekrili z gramozom in kamenjem. Tudi ti zaporniki niso preživeli, ampak so jih po grobiščih pobili, kar je razvidno iz ostankov, najdenih na plasteh gramoza in kamenja. Po navedbah slovenske policije so iz preučenih podatkov in pričevanj o partizanskem delovanju na tem območju za pokol krivi zloglasna jugoslovanska tajna policija OZNA in njena operativna podružnica KNOJ. Slovensko poročilo potrjuje prejšnjo znanstveno analizo zgodovinarja Williama Klingerja iz njegove knjige "Teror za ljudi. Zgodovina OZNE, Titove politične policije", kjer je na tem mestu določil mesto poboja.